# Samsung Galaxy A12
Samsung Galaxy A12 — смартфон компании Samsung. Представлен в ноябре 2020 года.

## Характеристики
4 основные камеры: основная камера (48 мегапикселей, f2.0), сверхширокоугольная камера (5 мегапикселей, f2.2), камера с датчиком глубины (2 мегапикселя, f2.4), камера для макросъемки (2 мегапикселя, f2.4).
Доступен сверхширокий угол съёмки, который охватывает 123° в отличие от широкого угла в 80°.
Камера с датчиком глубины фокусируется на основном объекте при включённой функции живого фокуса.
Фронтальная камера — 8 мегапикселей.
Наверху смартфона присутствует V-образный вырез для фронтальной камеры.
Зум основной камеры — до 10x
Разрешение записи видео — FHD (1920 x 1080), 30 кадров / сек.
Глубина цвета основного дисплея — 16 млн цветов.
Смартфон поддерживает 2 сим карты Nano SIM типа слота SIM1, SIM2 и MicroSD.
Аккумулятор 5000 мАч с быстрой зарядкой на 15 Вт., несъёмный.
Первоначально смартфон представлен в чёрной, красной и синей цветовой гамме.
Предварительно установлен Samsung Knox.

## Комплектация
Смартфон, кабель, адаптер питания (поддерживает быструю зарядку), инструкция, гарантийный талон, "Скрепка" для SIM-карт